# グラビアの美少女 (曲)
「グラビアの美少女」（グラビアのびしょうじょ、Girls on Film）は、1981年7月13日にリリースされた、デュラン・デュランの3枚目のシングル。
このシングルは、全英シングルチャートのトップ10入りを果たし、1981年7月には最高5位まで上昇した。レコード会社EMIがシングルに選んだ前作「ケアレス ・メモリーズ (Careless Memories)」の売り上げが今ひとつであったことを受け、このシングルの楽曲は、バンドが自ら曲目を選んだ。この曲の人気が出たことで、既にひと月前にリリースされていたデュラン・デュランのセルフタイトルのデビュー・アルバム『デュラン・デュラン (Duran Duran)』も売り上げを大きく伸ばすこととなった。
	発売当初、この曲はアメリカ合衆国ではチャート入りを果たせなかったが、1983年にアルバム『デュラン・デュラン』が再リリースされた後、MTVでヘヴィー・ローテーションされ、人気が高まり、広く知られるようになった。この曲は、テレビアニメ『SPEED GRAPHER』のオープニング・テーマ曲にも用いられた。

## 経緯
「グラビアの美少女」は、もともとサイモン・ル・ボンが加入する前の1979年の時点でデュラン・デュランのボーカルであったアンディ・ヴィケットが書いた楽曲であった。最初のデモテープは、1979年に録音された。ヴィケットがバンドを脱退した際に、バンドの他のメンバーは、著作権を自分たちが保有する（ヴィケットが放棄する）代償として、600ポンドを支払った。
1984年にライブ・アルバム『アリーナ (Arena)』がリリースされた際、この曲は収録されなかった。その後、2004年に再リリースされた際には、この曲も追加された。

## ビデオ・クリップ

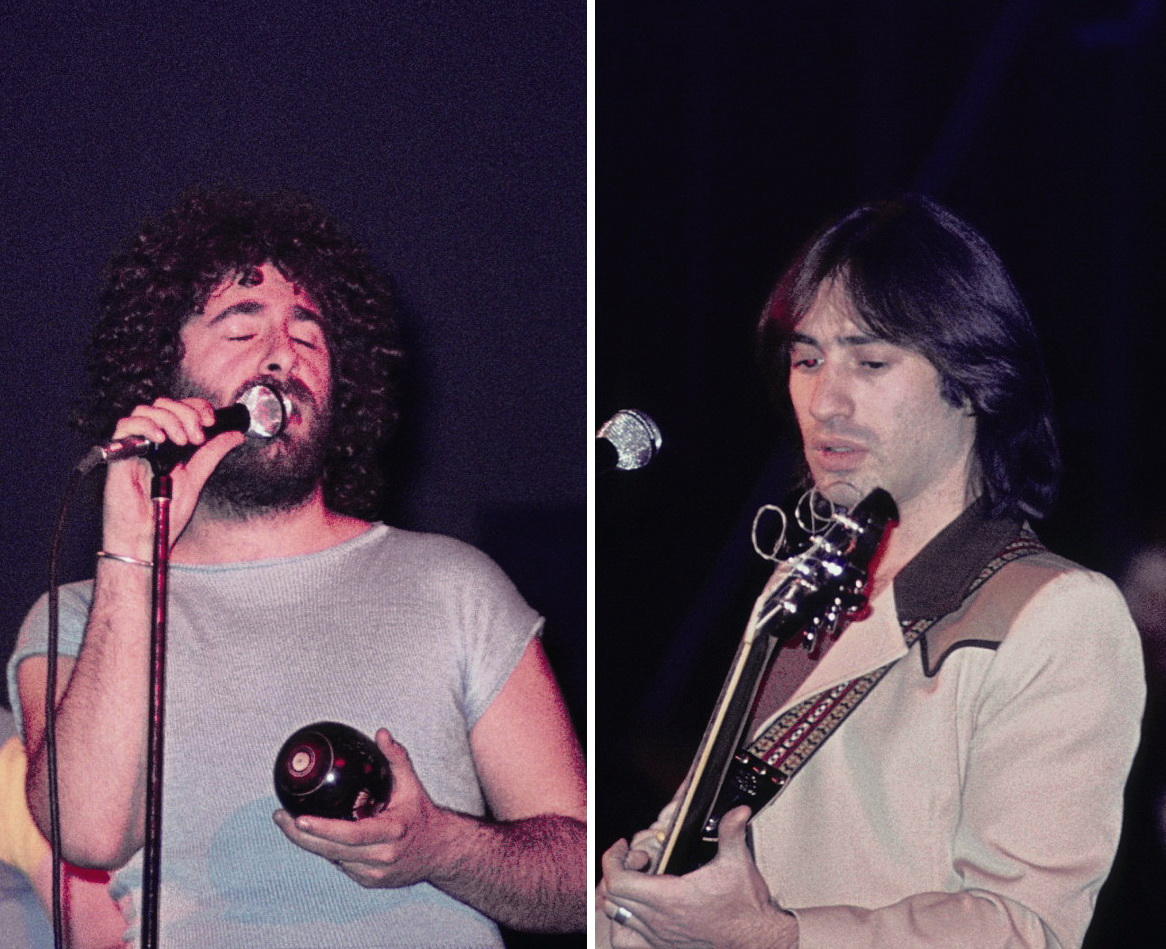
ケヴィン・ゴドレイ（左）とロル・クレーム（右）

この曲がアメリカ合衆国の市場で成功したおもな理由は、そのミュージック・ビデオにあったと考えられている。デュラン・デュラン側は、アメリカ合衆国のナイトクラブの多くは、古い映画などを映写するためにスクリーンを備えていることに注目していた。そうした設備を使って、過去の曲も含めた彼らのミュージック・ビデオを放送しようとも構想した。この曲のビデオ・クリップは、ゴドレイ&クレームのふたりが監督し、MTVが放送を開始する数週間前の1981年8月13日からシェパートン・スタジオで撮影が開始されたが、この作品はやがてビデオ・クリップについての考えを改めさせるものとなった。このクリップは、当時としては驚くほど長く、楽曲のロング・バージョンに基づき、6分20秒あり、マイケル・ジャクソンの「スリラー」に2年先んじたものであった。
肌の露出が多い女性たちが登場する内容であったため、BBCやMTVではたちまち検閲に引っかかったが、その悪い評判がアメリカ合衆国において新たな関心を引き寄せることにつながった。検閲にかかったバージョンは「night version（夜のバージョン）」と通称され、ベータマックスによって流通した。
1984年、検閲にかかったバージョンが、グラミー賞における最初のミュージック・ビデオの賞である最優秀短編ビデオ賞 (Grammy Award for Best Video, Short Form) を受賞した。